# Музей византийской культуры
Музей Византийской Культуры (греч. Μουσείο Βυζαντινού Πολιτισμού) — располагается на Проспекте армии, напротив Марсового поля столицы Греческой Македонии, города Фессалоники. Музей является отдельным периферийным учреждением Министерства культуры Греции. С момента своего учреждения в 1994 году, музей издаёт журнал, первый в своём роде издаваемый греческим государственным музеем.

## Залы
Экспонаты музея разбиты по тематическим единствам, с тем чтобы посетитель образовал полную картину культуры Византии.
Тематика первого зала — палеохристианский храм, архитектура и украшения церквей первых веков христианства. Вторая экспозиция именуется «Палеохристианский город и жилище». Представлены стороны экономической жизни, жилища и их оборудования, а также утварь и информация о одежде и питании той эпохи. В третьей экспозиции «От Елисейских полей к христианскому Раю» делается акцент на воспроизводстве палеохристианских кладбищ и представлена погребальная архитектура и живопись. Посетитель видит также украшения и сосуды из раскопок произведенных в захоронениях.
В следующем зале представлена информация о таких явлениях как монашество, Иконоборчество, деятельность Кирилла и Мефодия и т. д. Два следующих зала посвящены Византийскими императорам и ежедневной жизни в крепостях Византии. В двух последних залах представлены коллекции Д. Икономопулоса (иконы 14-18-го веков) и Д. Папастрату с религиозными гравюрами и крестами

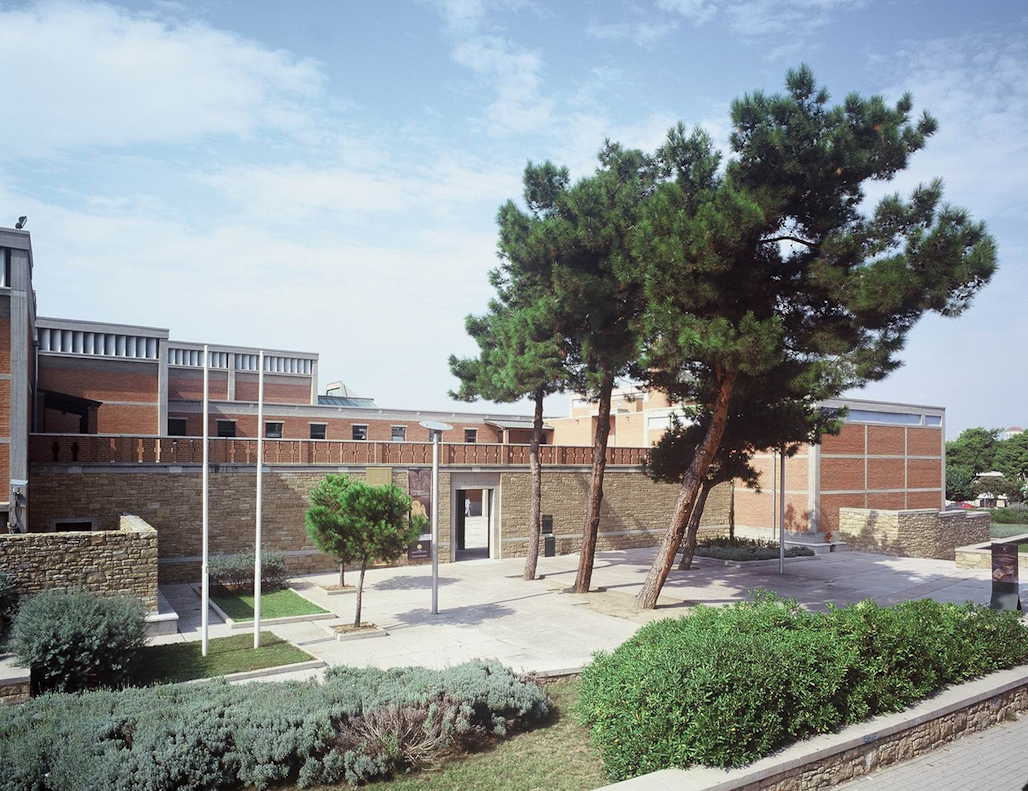
Музей Византийской культуры

## История создания музея
Решение об учреждении музея было принято в 1913 году, всего год спустя после освобождения греческой армией Фессалоники, «самого византийского» города на территории сегодняшнего греческого государства.
В соответствующем указе губернатора региона Центральная Македония Стефаноса Драгумиса говорится о учреждении «Центрального Византийского Музея».
Первоначально, по предложению митрополита Геннадия, было предложено разместить музей в монастыре Ахеропиитос, но это решение не было осуществлено и в 1917 году Македонский музей был размещён в Ротонде римской эпохи. В годы Первой мировой войны, в целях безопасности (фронт проходил в нескольких десятках километров от города) фессалоникийские византийские древности были перевезены в Византийский и Христианский музей (Афины). В конечном итоге древности были включены в коллекцию афинского музея.
Через несколько десятилетий, тема учреждения Византийского музея во «второй столице Греции» вновь встала на повестку дня. На архитектурном конкурсе победил архитектор Кириакос Крокос. Фундамент здания был заложен в 1989 году и открытие музея состоялось 11 сентября 1994 года.
За несколько месяцев до открытия музея, из Афин в Фессалоники были перевезены экспонаты, которые находились там с 1916 года, часть которых была представлена на выставке «Византийские сокровища Фессалоники. Дорога Возвращения».
В 2005 году, Совет Европы наградил Византийский музей Фессалоники своей наградой «Европейский музей года»

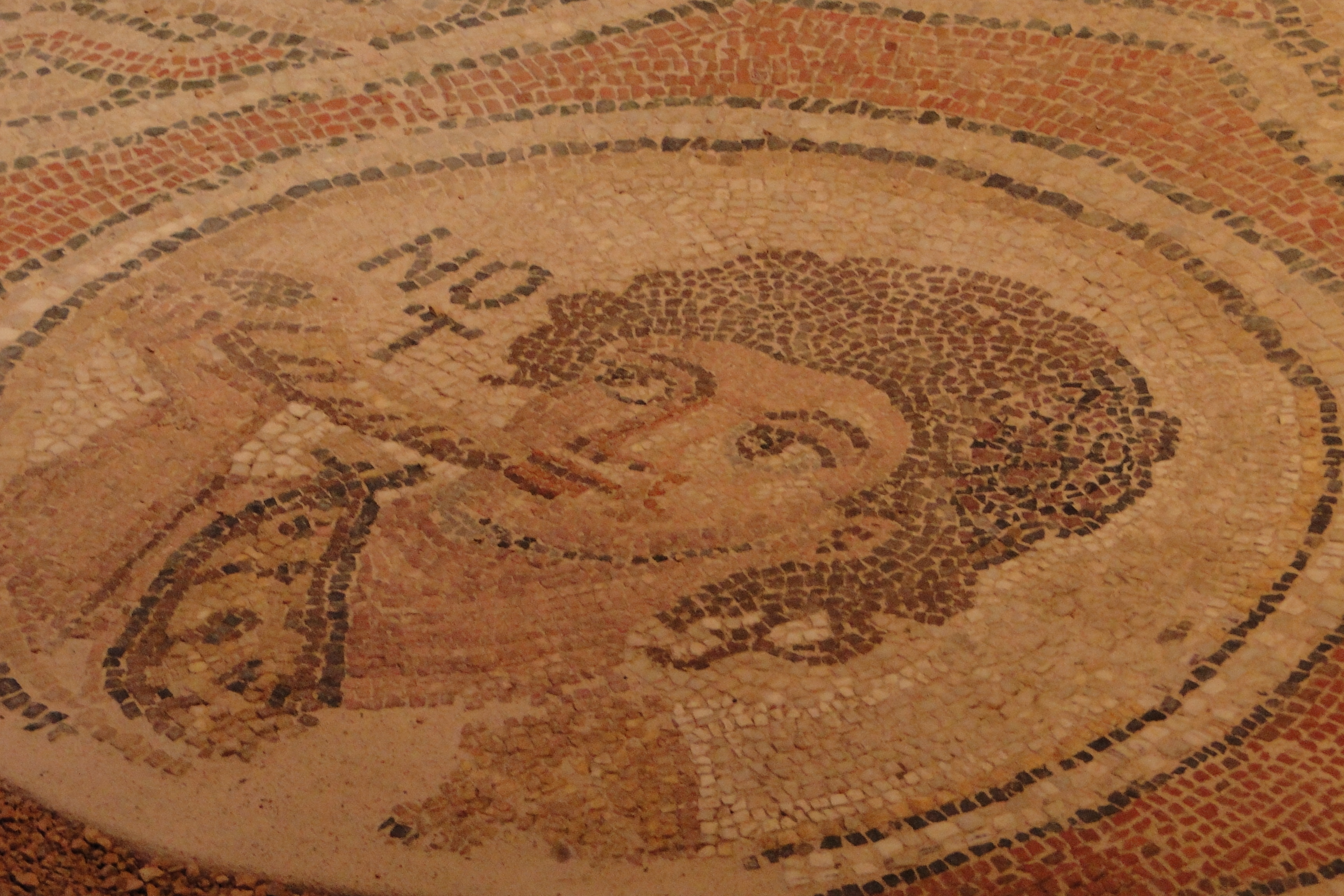
Мозаика на входе жилища
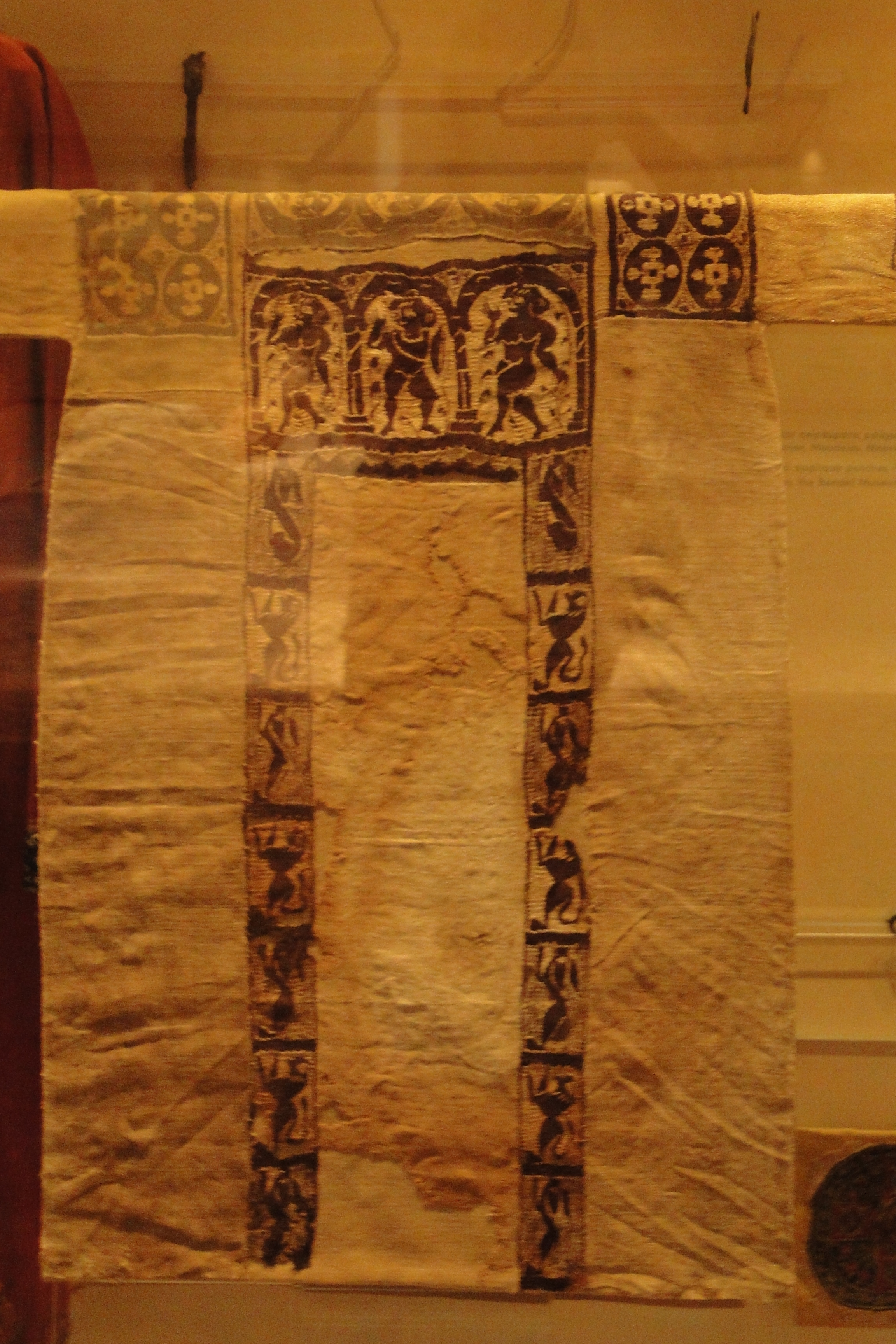
Туника из Египта, 7-й век
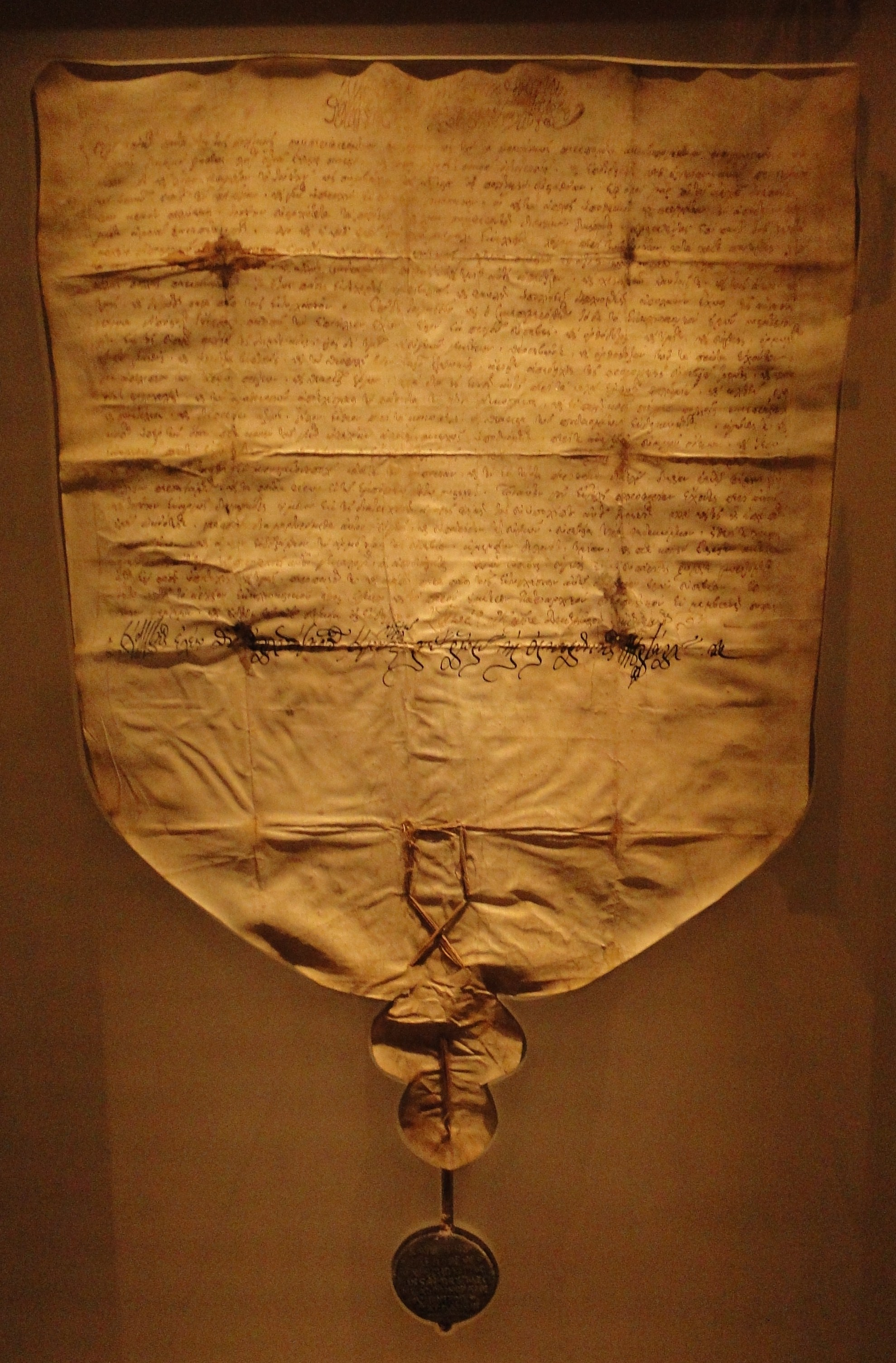
Грамота и печать патриарха Каллиника
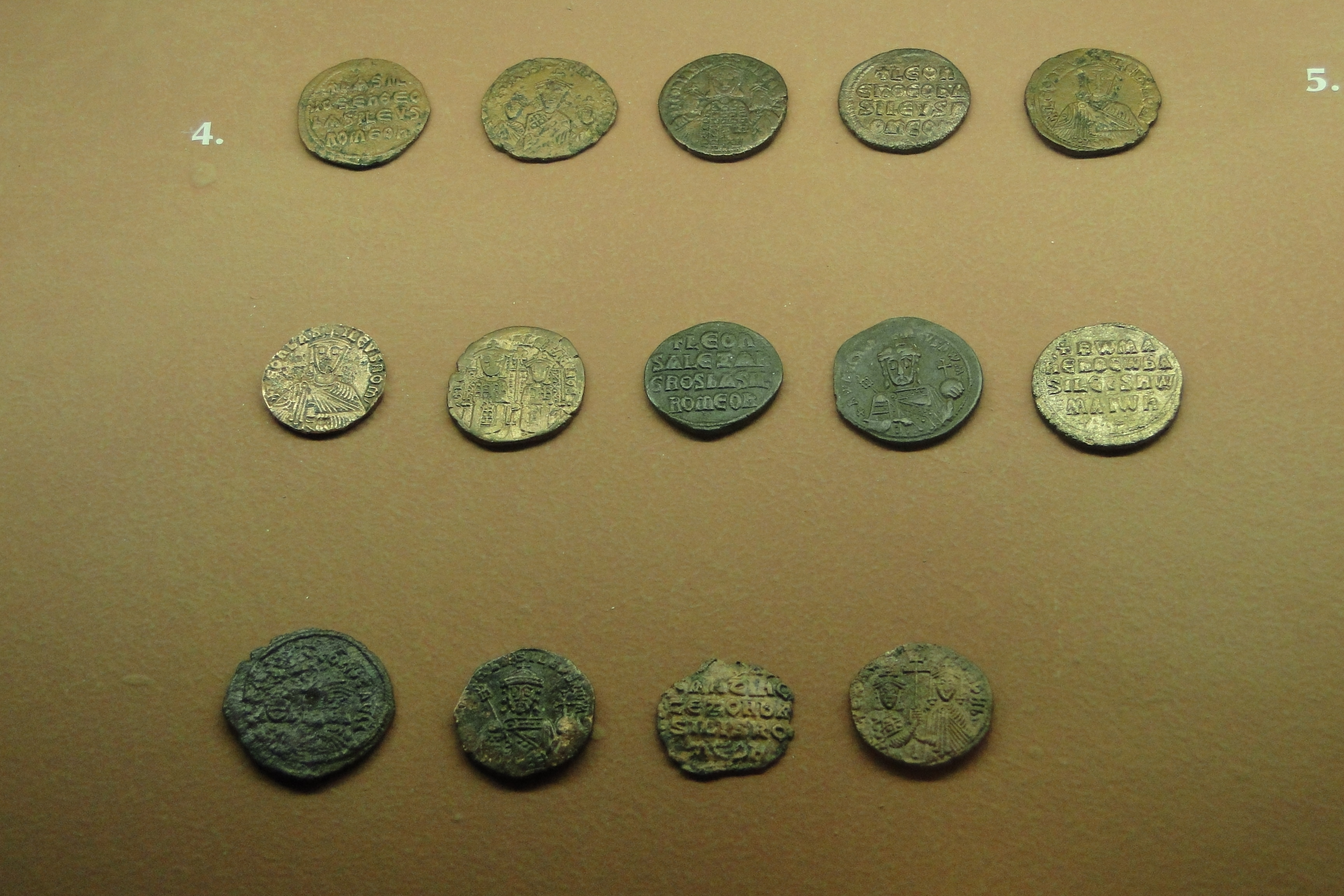
Монеты Македонской династии
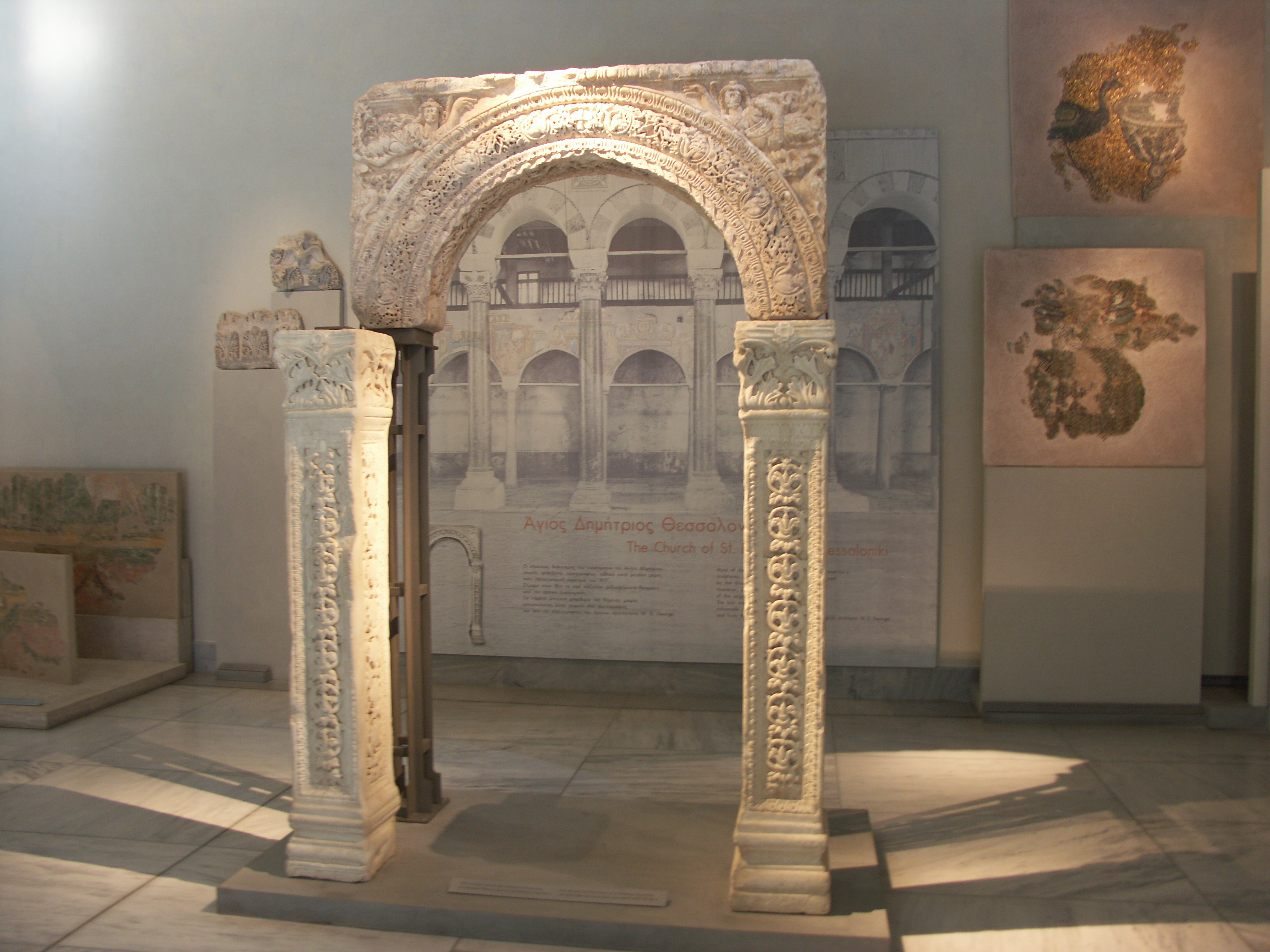
Арка церкви св. Деметрия, 5-6 век